# 하시모토 쓰네코
하시모토 츠네코(일본어: 橋本 経子 はしもと つねこ[*], 분세이 9년 11월 26일 (1826년 12월 24일) - 게이오 원년 8월 9일 (1865년 9월 28일))는 막부 말기 일본의 여관이다. 120대 닌코 천황의 후비 중 한명이며, 카즈노미야 치카코 내친왕의 생모이다. 관직은 텐지 (신텐지)이다. 아명은 오스메(おすめ), 출가한 후에는 칸교인 (観行院)이라 칭했다.
12대 쇼군 도쿠가와 이에요시 시대의 오오쿠에서 엄청난 권력을 행사한 죠로오토시요리 아네노코지, 미토번 로죠 하나노이는 츠네코의 숙모이다.

## 생애
츠네코는 분세이 9년 (1826년)에 우림가 하시모토 사네히사의 딸로 태어났다 (오빠는 하시모토 사네아키라). 아명은 "오스메 (おすめ)"이다. 덴포 10년 (1839년), 궁궐의 후궁에 들어가, 텐지의 직을 받는다 (관직명은 신텐지 (新典侍)"이다. 당시의 천황은 닌코 천황이었다.
츠네코는 닌코 천황의 총애를 받아, 타네노미야 (胤宮, 요절), 카즈노미야 치카코 내친왕의 1남 1녀를 낳았다. 그러나, 고카 3년 (1846년) 초, 닌코 천황이 붕어 한 후, 카즈노미야가 태어났다. 천황의 승은을 입었던 여관은 천황의 붕어와 동시에 락쇼쿠하는 궁중의 관습에 따라, 츠네코는 머리칼을 자르고 칸교인(観行院)이라 하였다. 이에 따라, 후궁을 떠난 츠네코는 친정인 하시모토가의 저택에서 카즈노미야를 키웠다.
이 당시 궁궐 및 공가의 생활은 어느 곳이나 어려웠고, 조정에서는 양육비로 합력미 50석과 은 20장을 하사하기로 결정되었으나, 황녀의 체면을 유지하기에는 충분하지 않아, 카즈노미야 유년기의 옷은 대부분 새로 짓기보다는 고쳐 입었다.
그러나, 카즈노미아의 유직의 의 다음 해인 안세이 원년 (1854년) 12월, 칸교인에게 하사되는 마카나이료 연 10석의 가증을 막부가 허가했고, 또한 안세이 3년 (1856년) 9월에는 아리스가와노미야에의 시집 준비료를 막부에 의해 증가되었다.
칸교인은 카즈노미야와 함께 여러번의 이사를 경험했으며, 안세이 원년 4월 6일에는 황궁 화재로 인해 세이린인으로 이사 (18일, 하시모토 본저택으로 귀가), 안세이 4년 (1857년) 1월 28일에는 아버지 사네히사의 사망으로 호교지로, 그 후 5월 24일, 다시 하시모토 본저택으로 돌아온 후, 안세이 7년 (1860년) 2월 23일, 카츠라고쇼로 이주하여, 카즈노미야의 시집과 함께 에도로 향했다.
가에이 4년 7월 12일 (1851년 8월 8일), 카즈노미야가 6살 때, 이복 오빠인 고메이 천황의 칙허에 따라 아리스가와노미야 타루히토 친왕과의 약혼이 성립된다. 그러나 그 2년 후, 쿠로후네 내항으로 인해 국론이 양이와 개국으로 양분되는 가운데, 막부가 계획한 공무합체 정책의 일환으로, 카즈노미야와 14대 쇼군 도쿠가와 이에모치와의 혼인 정책이 거론된다. 이 혼담에는 칸교인은 물론, 고메이 천황, 그리고 카즈노미야 본인도 크게 반대했다. 그러나, 막부와 공무합체파의 거듭된 요구에, 천황도 카즈노미야도 꺾이면서, 타루히토 친왕과의 약혼은 깨지게 되었다.
도쿠가와 이에모치와의 약혼이 이루어지자, 분큐 원년 (1861년) 10월 20일, 에도로 출발했다. 고메이 천황은 카즈노미야를 배려해, 에도성으로 향할 때, 생모인 칸교인, 유모 타나카 후지 (소신), 츠치미카도 후지코, 여관인 니와타 츠구코 (닌코 천황의 텐지), 하시모토 레이코 (카즈노미야의 사촌언니, 츠네코의 조카, 관명 다이나곤텐지), 노토 명부를 동행시켜 정신적 불안을 덜어주었으며, 텐야쿠료의 의사도 여러 명 동행하게 해 (그 중 한명은 강가 후에도 에도에 상주), 만일 간토 지역에서 병을 얻어도, 교토에서 받아왔던 치료를 받을 수 있도록 했다.
에도로 향하는 카즈노미야의 초유의 행렬은 나카센도를 경유해 에도성으로 향했고, 분큐 2년 2월 11일 (1862년 3월 12일)에 에도성 오오쿠에 도착했다. 칸교인과 카즈노미야는 14대 쇼군 이에모치의 양모 텐쇼인, 이에모치의 생모 지츠죠인, 13대 쇼군 이에사다의 생모 혼쥬인 등과 대면했다. 거기서 카즈노미야는, "일찍 교토풍에서 에도풍의 생활에 익숙해지도록"이라고 텐쇼인, 지츠죠인, 혼쥬인 등에게 말을 들었다. 고쇼풍의 생활을 보장한다던 카즈노미야와 칸교인, 여관 츠치미카도 후지코, 니와타 츠구코, 노토 등은 동유했다. 고쇼에서 막부가 조정에 약속한 것은 전혀 오오쿠에 전달되지 않았던 것이다.
칸교인 일행은 텐쇼인의 뜻을 무시하고, 카즈노미야의 고쇼풍 생활을 중시하여 에도풍 생활에 익숙해지려 하지 않았다. 그러다 보니, 오쿠조츄나 텐쇼인과의 실랑이도 적지 않았따. 칸교인은 카즈노미야 이상으로, 오오쿠에서의 생활에서 텐쇼인을 중심으로 하는 에도 쪽 하녀들과 대립했다. 한편, 카즈노미야의 생모로써, 선제의 텐지인 칸교인은 오오쿠에서 죠로카미자 (上臈上座)의 지위를 받는다.
하향 후에도, 타향의 땅에서 카즈노미야를 계속 지탱해 온 칸교인이었지만, 겐지 원년 (1864년) 가을 무렵부터 컨디션이 나빠졌다. 에도에 상주하던 텐야쿠료 의사와 막부의 오쿠의사들이 발행한 용태서에는 "기혈불순, 심통, 소변양 적음, 부종, 수족마비" 등의 증상이 쓰여있다. 연말에 일단 회복되지만, 해가 바뀌어 게이오 원년 (1865년)에 들어서자 다시 병세가 악화됐다. 여름 더위에 체력을 뺏기고 쇠약해지자, 7월 26일, 28일, 29일로 연달아 카즈노미야의 문안을 받지만, 가을도 깊어진 8월에 들어서자, 중태에 빠졌고, 8일에 용태가 급변해, 이듬해인 8월 9일, 에도성에서 40세의 나이로 사망했다. 칸교인 사망 사실은 니와타 츠구코를 비롯한 몇 명에게만 알려졌으며, 공식적으로 사망했다고 발표된 14일까지는 카즈노미야에게도 비밀에 부쳐졌다.
계명은 관행원광예심월각영대저 (観行院光誉心月覚影大姉)이다. 시신은 5대 쇼군 츠나요시의 생모 케이쇼인이나, 7대 쇼군 이에츠구의 생모 겟코인 등 쇼군 측실과 비슷한 대우를 받으며, 조죠지의 도쿠가와가 묘소 준별당 악련사에 침관으로 매장되었다. 또한 카즈노미야를 기른 공로로 조정으로부터 정5위를 추증받았다. 칸교인의 공식적인 서거가 나온 뒤, 프랑스 영사 우브는 10월 30일자로 "칸교인님 서거에 대해 문상편지"를 프랑스어 문서로 보낸 바 있다.
칸교인의 묘소는 쇼와 27년 (1952년), 시바학원 운동장 확장 공사 때 발굴되었다. 시신은 키리가야 재장에서 화장되어 새로 이설된 합장묘에 11대 이에나리의 미다이도코로 고다이인, 13대 이에사다의 미다이도코로 텐신인을 비롯한 도쿠가와 부인의 유해와 함께 재매장되었다. 쇼군 미다이도코로나 측실과 같은 배우자가 아니라, 미다이도코로의 어머니라는 입장에서 도쿠가와가 묘소에 모셔져 있는 유일한 예이다.

## 등장 작품

### TV드라마
- 황녀 카즈노미야 (皇女和の宮) (1963년, 테레비아사히) - 츠시마 케이코
- 천황의 세기 (1971년, 아사히방송) - 마츠카제 하루미
- 카즈노미야사마오토메 (1981년, 후지테레비) - 모리 미츠코
- 오오쿠 (1983년, 칸사이테레비) - 미츠야 우타코
- 텐쇼인 아츠히메 (1985년, 테레비아사히) - 오오토리 야치요
- 카즈노미야사마오토메 (1991년, 테레비아사히) - 츠카사 요코
- 도쿠가와 요시노부 (1998년, NHK대하드라마) - 야마모토 요코
- 오오쿠 (2003년, 후지테레비) - 오카 마유미
- 아츠히메 (2008년, NHK대하드라마) - 와카무라 마유미

### 영화
- 스자쿠몬 (1957년, 다이에이) - 미야케 쿠니코

### 무대
- 카즈노미야사마오토메 (1981년, 도쿄다카라즈카극장) - 츠카사 요코
- 카즈노미야사마오토메 (2006년, 신바시 연무장) - 이케하타 신노스케

### 만화
- 오오쿠 (요시나가 후미)